# Mo IL
Mo Idrettslag was een Noorse omnisportvereniging uit Mo i Rana waarvan de voetbalafdeling het bekendst was. 
De club werd opgericht in 1904 en speelde sinds 2009 in het Nye Sagbakken Stadion. Op 4 december 2017 fuseerde Mo IL met IL Stålkameratene tot Rana FK. 

## Bekende (oud-)leden
- Trond Sollied (voetbal)
- Jarle Råum (voetbal)
- Thor André Olsen (voetbal)
- Tore Hagh (voetbal)
- Jonny Ditlefsen (voetbal, internationaal scheidsrechter)
- Marit Hemstad (atletiek)
- Gerd-Liv Valla (atletiek, politicus)